# الدوري السويدي الدرجة الثانية 1933–34
الدوري السويدي الدرجة الثانية 1933–34 (بالسويدية: Division II i fotboll 1933/1934)‏ هو موسم من الدوري السويدي الدرجة الثانية. فاز فيه نادي براغي.